# Deltobotys
Deltobotys là một chi bướm đêm thuộc họ Crambidae.